# São Pedro (Vila Real)
A Freguesia de São Pedro (oficialmente, Vila Real (São Pedro)) foi uma freguesia portuguesa do Município de Vila Real. Tinha 2,21 km² de área e 4 766 habitantes (2011). Foi extinta (agregada) pela reorganização administrativa de 2012/2013, tendo o seu território sido integrado na então criada União das Freguesias de Vila Real (Nossa Senhora da Conceição, São Pedro e São Dinis).
Era, antes da reorganização administrativa de 2012/2013, uma das três freguesias oficialmente urbanas, ocupando a zona sudeste da cidade. Embora de reduzida extensão, era bastante diversificada no seu perfil (totalmente urbano), incluindo no seu território boa parte do centro histórico da cidade de Vila Real e um dos seus bairros mais típicos (Bairro de Santa Margarida, vulgarmente designado Bairro dos Ferreiros), um bairro social do último quartel do século XX (Araucária) e uma das zonas privilegiadas de expansão no início do século XXI (zona de Além-Rio, em volta do Centro Comercial Nosso Shopping (ex Centro Comercial Dolce Vita Douro) e do Teatro de Vila Real), e parte do campus da UTAD.
Os limites desta antiga freguesia sofreram profundas alterações ao longo dos séculos, a última das quais (sem contar a sua ulterior extinção) aquando da criação da freguesia de Nossa Senhora da Conceição. Originalmente, a freguesia de São Pedro situava-se extramuros, ocupando os arrabaldes a norte da "Vila Velha" (correspondendo esta à freguesia de São Dinis), mas na sua configuração final três quartos do seu território situava-se na margem oposta (esquerda) do Rio Corgo. Durante vários anos foi aventada a possibilidade da criação de uma quarta freguesia urbana (o nome habitualmente adiantado era o de Santo António, santo popular do município), que integraria o território então pertencente a São Pedro situado na margem esquerda do Corgo e, possivelmente, parte do território das freguesias limítrofes (Arroios, Mateus, Folhadela); no entanto, não só nunca tal aconteceu, como efectivamente a freguesia de São Pedro acabou por ser extinta em favor da criação de uma única grande freguesia urbana da cidade de Vila Real.

## População
| População da freguesia de São Pedro (1801–2011)                                                                | População da freguesia de São Pedro (1801–2011) | População da freguesia de São Pedro (1801–2011) | População da freguesia de São Pedro (1801–2011) | População da freguesia de São Pedro (1801–2011) | População da freguesia de São Pedro (1801–2011) | População da freguesia de São Pedro (1801–2011) | População da freguesia de São Pedro (1801–2011) | População da freguesia de São Pedro (1801–2011) | População da freguesia de São Pedro (1801–2011) | População da freguesia de São Pedro (1801–2011) | População da freguesia de São Pedro (1801–2011) | População da freguesia de São Pedro (1801–2011) | População da freguesia de São Pedro (1801–2011) | População da freguesia de São Pedro (1801–2011) | População da freguesia de São Pedro (1801–2011) | População da freguesia de São Pedro (1801–2011) |
| 1801 | 1849                                            | 1864                                            | 1878                                            | 1890                                            | 1900                                            | 1911                                            | 1920                                            | 1930                                            | 1940                                            | 1950                                            | 1960                                            | 1970                                            | 1981                                            | 1991                                            | 2001                                            | 2011                                            |
| --- | ----------------------------------------------- | ----------------------------------------------- | ----------------------------------------------- | ----------------------------------------------- | ----------------------------------------------- | ----------------------------------------------- | ----------------------------------------------- | ----------------------------------------------- | ----------------------------------------------- | ----------------------------------------------- | ----------------------------------------------- | ----------------------------------------------- | ----------------------------------------------- | ----------------------------------------------- | ----------------------------------------------- | ----------------------------------------------- |
| 2 445 | 3 187                                           | 2 352                                           | 3 744                                           | 4 325                                           | 4 622                                           | 4 783                                           | 4 199                                           | 4 470                                           | 5 349                                           | 6 519                                           | 4 981                                           | 4 902                                           | 5 139                                           | 5 283                                           | 4 422                                           | 4 766                                           |
| Nota: a freguesia de São Pedro sofreu alterações territoriais (perdas e ganhos) ao longo dos séculos XIX e XX. |                                                 |                                                 |                                                 |                                                 |                                                 |                                                 |                                                 |                                                 |                                                 |                                                 |                                                 |                                                 |                                                 |                                                 |                                                 |                                                 |

| Distribuição da População por Grupos Etários em 2001 e 2011 | Distribuição da População por Grupos Etários em 2001 e 2011 | Distribuição da População por Grupos Etários em 2001 e 2011 | Distribuição da População por Grupos Etários em 2001 e 2011 | Distribuição da População por Grupos Etários em 2001 e 2011 | Distribuição da População por Grupos Etários em 2001 e 2011 | Distribuição da População por Grupos Etários em 2001 e 2011 | Distribuição da População por Grupos Etários em 2001 e 2011 | Distribuição da População por Grupos Etários em 2001 e 2011 | Distribuição da População por Grupos Etários em 2001 e 2011 |
| ----------------------------------------------------------- | ----------------------------------------------------------- | ----------------------------------------------------------- | ----------------------------------------------------------- | ----------------------------------------------------------- | ----------------------------------------------------------- | ----------------------------------------------------------- | ----------------------------------------------------------- | ----------------------------------------------------------- | ----------------------------------------------------------- |
| Idade                                                       | 0-14                                                        | 15-24                                                       | 25-64                                                       | > 65                                                        |                                                             | 0-14                                                        | 15-24                                                       | 25-64                                                       | > 65                                                        |
| 2001                                                        | 502                                                         | 730                                                         | 2.372                                                       | 818                                                         |                                                             | 11,4%                                                       | 16,5%                                                       | 53,6%                                                       | 18,5%                                                       |
| 2011                                                        | 649                                                         | 439                                                         | 2.752                                                       | 926                                                         |                                                             | 13,6%                                                       | 9,2%                                                        | 57,7%                                                       | 19,4%                                                       |

## História
A antiga freguesia de São Pedro tem a sua origem na capela de São Nicolau, construída extramuros em virtude da expansão do burgo e da crescente distância à igreja matriz de São Dinis. Em 1528, D. Pedro de Castro, Abade de São Salvador de Mouçós e Protonotário Apostólico, mandou edificar no mesmo lugar uma nova matriz, dedicada agora a São Pedro.
De 1528 a 1576 a paróquia de São Pedro esteve totalmente dependente da de São Dinis. A partir daí aumentou a sua autonomia, que só foi completa a partir de 29 de Janeiro de 1856.
São Pedro passou a ter território na margem esquerda (Bairro d’Além da Ponte de Santa Margarida, ou da Guia — cedido pela freguesia de Arroios) em 1872 (em termos eclesiásticos, a partir de 1863). Em 1960 foi “compensada” da cedência de território à recém-criada freguesia de Nossa Senhora da Conceição pela expansão na margem esquerda, à custa das freguesias de Folhadela (Raposeira, Meia-Laranja, Tourinhas, Nossa Senhora de Lurdes), Arroios (Araucária) e Mateus (Bairro dos Prazeres, Além-Rio).
Na sequência da reorganização administrativa ditada pela Lei n.º 22/2012, o seu território e o das outras duas freguesias urbanas da cidade de Vila Real foi agregado, passando o conjunto a designar-se oficialmente União das Freguesias de Vila Real (Nossa Senhora da Conceição, São Pedro e São Dinis). Assim, "São Pedro" foi de facto extinta enquanto designação oficial de freguesia.

## Património
- Igreja de São Paulo ou Igreja de São Pedro Novo ou Igreja dos Clérigos ou Capela Nova (denominação actual)